# 眼帶項喉盤魚
眼帶項喉盤魚（學名：Derilissus kremnobates），又稱晶鬚眼頸滑喉盤魚為輻鰭魚綱喉盤魚目喉盤魚科的其中一種，分布於中西大西洋加勒比海海域，棲息深度146-265公尺，本魚身體細長，前部僅略凹陷，相對較深（深度約體長的28-33% SL），頭窄、吻短，口下位，前鼻孔細長管狀，無乳瓣，背鰭軟條7-8枚、臀鰭軟條7-9枚、胸鰭鰭條28-30枚，腹鰭喉位，與周圍的皮褶特化成一吸盤，吸盤中心有14個不規則的乳突簇，無鱗片，側線僅見於頭部，呈孔狀，體長可達2.8公分，棲息在陡峭的碎石斜坡，屬底棲性魚類，生活習性不明。